# Internazionali Femminili di Palermo 2009
Internazionali Femminili di Palermo 2009 — тенісний турнір, що проходив на кортах з ґрунтовим покриттям. Це був 22-й за ліком Internazionali Femminili di Tennis di Palermo. Належав до категорії International у рамках Туру WTA 2009. Відбувся в Палермо (Італія). Тривав з 13 до 19 липня 2009 року.

## Учасниці

### Сіяні
| Гравчиня               | Країна    | Рейтинг* | Сіяна |
| ---------------------- | --------- | -------- | ----- |
| Флавія Пеннетта        | Італія    | 15       | 1     |
| Патті Шнідер           | Швейцарія | 21       | 2     |
| Алізе Корне            | Франція   | 23       | 3     |
| Анастасія Павлюченкова | Росія     | 33       | 4     |
| Сара Еррані            | Італія    | 38       | 5     |
| Катерина Макарова      | Росія     | 41       | 6     |
| Араван Резаї           | Франція   | 42       | 7     |
| Хісела Дулко           | Аргентина | 45       | 8     |

- Рейтинг подано of 6 липня 2009.

### Інші учасниці
Учасниці, що отримали вайлд-кард на участь в основній сітці
- Корінна Дентоні
- Наталі В'єрін
- Анна Флоріс

Нижче наведено гравчинь, які пробились в основну сітку через стадію кваліфікації:
- Аранча Парра Сантонха
- Ольга Савчук
- Анастасія Пивоварова
- Аранча Рус

## Переможниці

### Одиночний розряд
Флавія Пеннетта —  Сара Еррані 6–1, 6–2
- Для Пеннетти це був перший титул за сезон і 7-й — за кар'єру.

### Парний розряд
Нурія Льягостера Вівес /  Марія Хосе Мартінес Санчес —  Марія Коритцева /  Дар'я Кустова, 6–1, 6–2